# Acrias fascia
Acrias fascia är en stekelart som beskrevs av Boucek 1988. Acrias fascia ingår i släktet Acrias och familjen finglanssteklar.
Artens utbredningsområde är Papua Nya Guinea. Inga underarter finns listade i Catalogue of Life.